# Мацевко-Бекерська Лідія Василівна
Лі́дія Васи́лівна Маце́вко-Беке́рська (нар. 21 квітня 1970 року, Львів) — вчена-літературознавець, доктор філологічних наук (2009), професор (2016). 

## Біографічні дані
Народилася 21 квітня 1970 року в Львові.
У 1992 році закінчила Львівський університет за спеціальністю «викладач російської мови та літератури», а у 1993 році здобула спеціальність «вчитель української мови та літератури». З 1990 по 2000 рік викладала зарубіжну літературу у Львівській спеціалізованій середній школі № 85.
З 2000 року працює у Львівському університеті: з 2010 — завідувач кафедри світової літератури, водночас з 2014 — професор кафедри початкової та дошкільної освіти.
З 21 грудня 2015 по 23 грудня 2022 року входила до складу спеціалізованої вченої ради при Інституті літератури ім. Т. Г. Шевченка.

## Наукова робота
Наукові дослідження: історія та теорія літератури; наратологія; методика викладання світової літератури. Теми дисертацій: «Еволюція психологізму в малій прозі В. Винниченка та І. Буніна» (2000), «Наративні стратегії української малої прози кінця ХІХ — початку ХХ ст.» (2009). Учасниця понад 30 міжнародних наукових конференцій.

### Основні праці
За ЕСУ:
- Робочі зошити з зарубіжної літератури за навчальною програмою для середньої загальноосвітньої школи (для 5, 6, 7, 8 класів). — Л., 2003–04;
- Українська мала проза кінця ХІХ — початку ХХ століть у дзеркалі наратології. — Л., 2008;
- Методика викладання світової літератури: навч.-метод. посіб. — Л., 2011;
- Концептуалізація діалогізму в літературі: наративний дискурс // Діалог і далогічність в укр. літературі ХІХ–ХХІ ст. — О., 2013.[1]